# Віскозна вулиця (Київ)
Віско́зна ву́лиця — вулиця на межі Дніпровського і Деснянського районів міста Києва, місцевість Соцмісто. Простягається від провулку Гната Хоткевича до залізниці. 
Прилучається вулиця Роберта Лісовського.

## Історія
Вулиця виникла в 50-ті роки XX століття як XXIV Нова. Сучасну назву набула 1957 року. У 1962 році до вулиці було приєднано частину Червоногвардійського провулка (з 2016 року — провулок Гната Хоткевича), після чого вона набула сучасних меж.

## Установи
На вулиці розташовано:
- 3 — Київський монтажно-заготівельний завод № 2 (КМЗЗ-2), структурний підрозділ АТ «Промтехномонтаж-2»;
- 8 — НВП «Печать»;